# Recife/Guararapes–Gilberto Freyre nemzetközi repülőtér
A Recife/Guararapes–Gilberto Freyre nemzetközi repülőtér egy nemzetközi repülőtér (IATA: REC, ICAO: SBRF) Brazíliában, Boa Viagem közelében. Éves utasforgalma 8 631 385 fő (2022).

## Kifutópályák
A repülőtér futópályái:
- 18/36 (3007 m, 45 m, aszfalt)

## Forgalom
Az utasforgalom az elmúlt években az alábbi módon változott:
| Utasok száma | 2 334 243 | 2 640 477 | 3 156 309 | 3 884 790 | 5 843 000 | 6 621 740 | 6 998 991 | 7 721 419 | 4 791 086 | 8 631 385 |
|              | 2000      | 2002      | 2005      | 2007      | 2010      | 2012      | 2015      | 2017      | 2020      | 2022      |

## Légitársaságok és úticélok
2025-ben a Recife/Guararapes–Gilberto Freyre nemzetközi repülőtérről az alábbi járatok indulnak (Utoljára frissítve: 2025-02-18):

### Személy
| Légitársaság            | Célállomások |
| ----------------------- | --- |
| Azul Brazilian Airlines | Aracaju, Belém, Belo Horizonte–Confins, Brasília, Campina Grande, Campinas, Caruaru, Fernando de Noronha, Fortaleza, Fort Lauderdale (vége 2025 május 25.), Goiânia, João Pessoa, Juazeiro do Norte (vége 2025 március 8.),[forrás?] Maceió, Manaus, Montevideo, Mossoró (vége 2025 március 7.), Natal, Orlando, Petrolina, Porto (kezdődik 2025 június 4.), Porto Alegre (kezdődik 2025 április 7.), Rio de Janeiro–Galeão, Salvador da Bahia, São Luís, São Paulo–Congonhas, São Paulo–Guarulhos, São Raimundo Nonato (vége 2025 március 7.), Teresina, Vitória Szezonális: Asunción, Bauru/Arealva, Campo Grande, Curitiba, Florianópolis, Foz do Iguaçu, Navegantes, Palmas, Porto Velho, Presidente Prudente, Ribeirão Preto, São José do Rio Preto, Uberlândia |
| Azul Conecta            | Araripina, Cajazeiras, Garanhuns, Patos, Serra Talhada |
| Gol Linhas Aéreas       | Brasília, Buenos Aires–Aeroparque, Cordoba (AR) (kezdődik 2025 április 12.), Fortaleza, Rio de Janeiro–Galeão, Salvador da Bahia, São Paulo–Congonhas, São Paulo–Guarulhos Szezonális: Campinas, Punta del Este, Vitória |
| LATAM Brasil            | Brasília, Fortaleza, Rio de Janeiro–Galeão, Santiago de Chile, São Paulo–Congonhas, São Paulo–Guarulhos |
| TAP Air Portugal        | Lisszabon |
| Voepass                 | Fernando de Noronha |

### Cargo
| Légitársaság       | Célállomások                  |
| ------------------ | ----------------------------- |
| LATAM Cargo Brasil | Miami                         |
| Lufthansa Cargo    | Campinas, Curitiba, Frankfurt |
| Modern Logistics   | Brasília, Campinas, Manaus    |